# Jay Chou díjai és elismerései

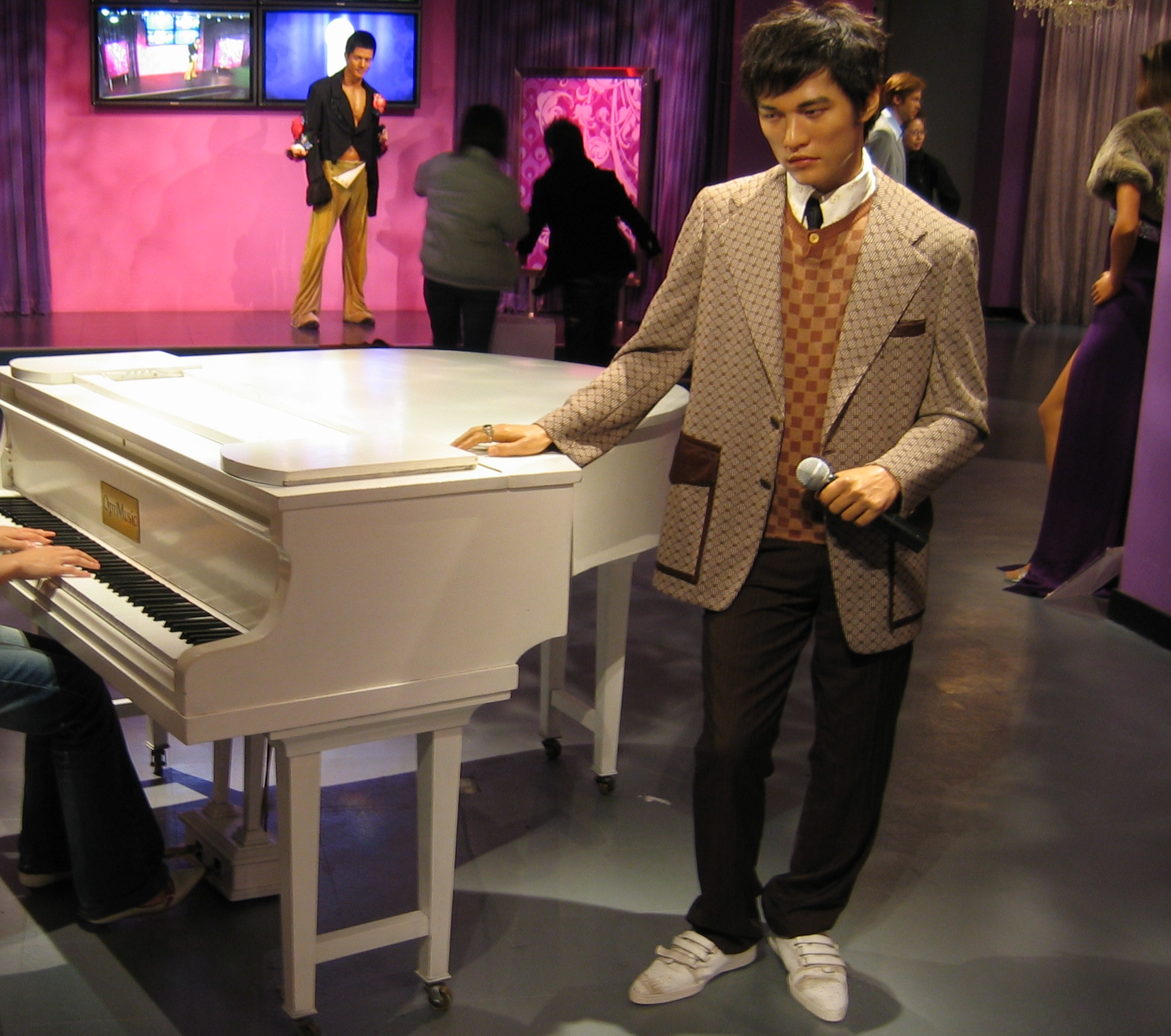
Jay Chou viaszszobra a hongkongi Madame Tussauds múzeumban

Jay Chou 2000 óta több mint 350 zenei díjat kapott, énekesként, dalszerzőként és producerként. A tajvani Arany Melódia-díjkiosztón Jay (2000) című albuma elnyerte a legjobb albumnak járó elismerést, a Fan tö hszi (2001) című albuma pedig öt díjat nyert (közte a legjobb album, legjobb zeneszerző, legjobb producer díját). Miután három egymást követő évben sem sikerült elnyernie a legjobb album díját, 2004-ben Chou kijelentette, hogy ezentúl nem a díjakhoz, hanem az eladási adatokhoz köti a népszerűsége mércéjét. Hosszú szünet után 2011-ben Chou ismét elnyerte a legjobb albumért járó „kínai Grammy-t” és a legjobb férfi előadó díját is. 2004-ben, 2006-ban, 2007-ben és 2008-ban elnyerte a World Music Awards legtöbb lemezt eladott kínai előadójának járó díját (Csi li hsziang, Still Fantasy és On the Run).
A zenei díjak mellett Chou filmes díjakat is kapott, a 2005-ös Initial D című filmben nyújtott alakításáért elnyerte a Golden Horse Awards és Hong Kong Film Awards legjobb újoncának járó elismerését, több díjra jelölték az Aranyvirág átka című Zhang Yimou-filmben nyújtott alakításáért is. 2007-ben rendezőként is számos kritikai elismerésben részesült, elnyerte például a Golden Horse Awards legkiemelkedőbb tajvani filmért járó elismerését Secret című filmjével és az év legkiemelkedőbb tajvani filmesének járó díjra is jelölték érte. Chou videóklip-rendezőként is számos elismerést kapott.
Jay Chou viasszobra megtekinthető a hongkongi Madame Tussaud-panoptikumban.

## Díjak és elismerések évek szerint[1]

### 1997
- TVBS-G Super Hit Singer tehetségkutató, ezüst medál

### 2001
- Chinese Musicians Interchange Association 2001 Top 10 Album és Kislemez
  - William's Castle (Top 10-es kislemez)
  - Fan tö hszi (Top 10-es album)
- TVB JSG
  - Legnépszerűbb mandarin nyelvű dal (Cannot Speak)
- TVB Jade Solid Gold
  - Legjobb újonc
  - Legjobb mandarin nyelvű dal (Cannot Speak)
  - Legjobb énekes-dalszerző
- The 1st Gold Song Award of Malaysia
  - Legjobb dalszerző
  - Legjobb dal (Black Humour)
- Taiwan Musician Exchange Association
  - Az év legjobb 10 dalának egyike az Old Indian Turtledove
- The 1st World Chinese Song Chart
  - Legjobb újonc
- The 1st MTV Popular Charts Awards Ceremony
  - Top 10-es legnépszerűbb előadó
- 2001 Singapore Gold Song Award
  - Ezüstmedál a legjobb újoncnak
- Legjobb koncert bronzmedálja a TVB, RTHK, Commercial Radio, Metro Radio állomásoktól
- 12. Arany Dal-díjkiosztó (Golden Song Award)
  - Legjobb album (Jay)
- Radio Television Hong Kong
  - Művészeti díj
- IFPI
  - Top 10 Legtöbbet eladott mandarin nyelvű album (Jay)
  - Top 10 Legtöbbet eladott mandarin nyelvű album (Fan tö hszi)
- TVB8 Music Awards 2000/2001
  - Legjobb újonc
  - Legjobb producer (Clear Stars)
  - Legjobb zeneszerző
  - Legjobb dal (Clear Stars)
  - Legjobb férfi előadó
- Metro Radio Hit-díj
  - Legjobb mandarin nyelvű dal (Clear Stars)
  - Legjobb tengerentúli újonc
  - Legjobb karaoke dal (Tornado)
- RTHK - Top 10 Gold Song
  - Legjobb férfi újonc
  - Legjobb mandarin nyelvű dal (Clear Stars)
  - Kiemelkedő popzenész-díj
- Commercial Radio-díj
  - Legjobb férfi újonc
  - Legjobb énekes-dalszerző 2. hely
  - Az év kedvenc dala (Clear Stars)
- 8. Billboard of Chinese Songs
  - Legjobb újonc
  - Legjobb dal (Clear Stars)
- Yu Yu Album Chart
  - Listagyőztes dal (Clear Stars)
  - A listán legtöbb hetet töltött album (Jay)
- Taiwan 2001 Top Ten Super Popular Idols
  - Album Top 10
  - Top 10 Legnépszerűbb előadó
  - Az Év Hőse

### 2002
- Arany Melódia-díj
  - Legjobb popalbum (Fan tö hszi)
  - Legjobb dalszerző (Love in BC)
  - Legjobb producer (Fan tö hszi)
- Hong Kong Chas Gold Sail Music Award
  - Legjobb férfi előadás (Cannot Speak)
  - Legjobb album (Fan tö hszi)
- Metro Radio Mandarin-díj
  - Legjobb dal (Cannot Speak)
  - Hot K-dal (Cannot Speak)
  - Asia Singer Big Award
  - Metro Radio Mandarin dalok királya
- Metro Radio Hit Awards
  - Legjobb mandarin nyelvű dal (Go Back To The Past)
- 2002 HITO Pop Awards
  - HITO Férfi előadó díja
  - Kedvenc dal férfi előadótól (Go Back To The Past)
  - Legtöbbet játszott dal (Go Back To The Past)
  - Top 10 mandarin nyelvű dal (Secret Signal)
- UFM1003 Superior Pop Charts
  - Top férfi előadó díja
- Billboard of Chinese Songs
  - Legjobb férfi előadó
- 13. Arany Dal-díj
  - Legjobb album
  - Legjobb producer
  - Legjobb zeneszerző (Fan tö hszi)
  - Legjobb dalszöveg (William's Castle)
  - Legjobb zenei rendezés (Nun-Chucks)
- 25. RTHK - Top 10 Gold Song
  - Legnépszerűbb férfi előadó a kínai nyelvű közösségekben, 2. hely
  - Kiemelkedő popeladőadó díja
  - Az év legtöbb lemezt eladott előadója
  - Legkiemelkedőbb mandarin nyelvű dal (Silence)
  - Legjobb zeneszerző
- TVB Jade Solid Gold
  - Legjobb mandarin nyelvű dal (Go Back To The Past)
  - Legjobb énekes-dalszerző
- TVB JSG
  - Top 10-es dalok (Cannot Speak)
  - Legnépszerűbb mandarin nyelvű dal (Silence)
- TVB8 Music Awards 2001/2002
  - Legjobb zeneszerzés díja
  - Arany dal-díj
  - World's Media Male Artist Award
- HIT FM szavazás a 100 legjobb dalról
  - Secret Signal & Go Back To The Past
- 2002 Egyetemi hallgatók kedvencei
  - Első hely a kultúra kategóriában
- IFPI-díj
  - Top 10 mandarin nyelvű album (The Eight Dimensions, Fan tö hszi)
  - Legtöbbet eladott mandarin nyelvű album (The Eight Dimensions)
- Commercial Radio-díj
  - Legjobb dalszerző-énekes, 2. hely
  - Legkedveltebb tíz dal (Go Back To The Past)
- 2. Chinese Music Charts Awards Ceremony
  - Legjobb album
  - Arany dal díj (Silence)
  - Legjobb dalszerző-énekes
  - Kiemelkedő előadó
- 2. Music Popular Charts Awards
  - Legjobb férfi előadó Hongkongban és Tajvanon
  - Az év legjobb albuma
  - Legjobb duett
  - Legjobb újonc
  - Top 10 Aranydal (Simple Love)
- Channel V 8. World Chinese Music Chart of Charts
  - Legnépszerűbb férfi előadó
  - Az új generáció énekes-dalszerzője különdíj
  - Különösen ajánlott újhullám-művész-díj
  - Legnépszerűbb 20 dal (Cannot Speak)
- 2. Gold Song Award of Malaysia
  - Legjobb dal (Love in BC)
- 2002 Singapore Gold Song Award
  - Legjobb producer (Fan tö hszi)
  - Legtöbbet dicsért ázsiai férfi előadó
  - Legtöbbet eladott férfi előadó
  - Legtöbbet eladott lemez
  - Aranydal (End of the World)
- 1. MTV Japan Music Video award
  - Legjobb ázsiai előadó

### 2003
- Yahoo! Search Popular Award
  - Népszerű előadó-díj
- Metro Hit Awards
  - Hit Asia Male Artist
- RTHK 26. Top Ten Chinese Gold Songs Awards
  - Legtöbbet eladott előadó
  - Kiemelkedően népszerű férfi előadó
  - Legnépszerűbb férfi előadó (bronz érem)
- 1. Sony Net MD World Hero Chart Awards
  - Legnépszerűbb előadó Hongkongban és Tajvanon
- Malaysia Gold Song Award
  - Legjobb producer (Je Huj-mej)
  - Az év legnépszerűbb albuma
- 3rd Gold Song Popular Person Awards
  - Legjobb producer (Je Huj-mej)
  - Az év legnépszerűbb albuma (Je Huj-mej)
  - Top 10 Aranydal (In The Name Of The Father)
- Chinese Pop Music Media Awards
  - Legjobb előadó
  - 10 legjobb album (Je Huj-mej)
  - 10 Legjobb kislemez (East Wind Breaks)
- Singapore Gold Song Awards
  - Legtöbbet eladott férfi előadó
  - Legtöbbre értékelt férfi előadó Ázsiában
  - Legnépszerűbb férfi előadó
- Metro Radio Mandarin Power Awards 2002
  - Song Award (Go Back To The Past)
  - Az Év dala (Go Back To The Past)
  - Legnagyobb ázsiai előadó
  - Legnagyobb ázsiai dalszerző-énekes
- 3. Chinese Pop Music Media Awards Ceremony
  - Legjobb zeneszerző
  - 10 legjobb kínai album
  - 10 legjobb kínai dal
  - Az év legjobb művésze
  - Kedvenc kínai előadó
- 2003 MTV Asia Awards
  - Tajvan kedvenc előadója
- 2. G-Music Music Grand Achievement Poll
  - Platina férfi előadó
  - Platina-díj albumnak (The Eight Dimensions)
  - Platina-díj a 10 legjobb albumnak (The Eight Dimensions)

### 2004
- Chinese Musicians Interchange Association 2004 Top 10 album és kislemez
  - Top 10 kislemez (Terraced Field és East Wind Breaks)
  - Top 10 album (Je Huj-mej)
- Hit Fm 100 kislemez szavazás
  - 1. Jay Chou Common Jasmin Orange
  - 8. Jolin Tsai That's Love (Chou írta)
  - 9. S.H.E. Migratory Bird (Chou írta)
  - 10. Jay Chou Excuse
- 2004 UFO Album Charts
  - Legtöbbet eladott album (Csi li hsziang)
  - Legtöbbet játszott album (Csi li hsziang)
  - Legtöbbet szavazott album (Csi li hsziang)
- Tom Instyle Fashion Award
  - Tom Instyle Fashion Music Achievement Award
- TVB8 Gold Songs Awards
  - Legjobb zeneszerző (Csi li hsziang, Jay Chou)
  - Legjobb zenei rendezés (Csi li hsziang, Csung Hszin-ming (Zhong Xin Ming))
  - Legjobb zenei producer (Csi li hsziang, Jay Chou)
- 17th World Music Awards 2004
  - A világ legtöbb lemezt eladott kínai előadója
- Singapore Gold Song Awards
  - Top 10 Aranydal (Fine Day)
  - Legnépszerűbb férfi előadó
  - Legjobb producer (Je Huj-mej)
- 4th Global Chinese Music Awards
  - Legnépszerűbb férfi előadó
  - Legnépszerűbb énekes-zeneszerző: Hins Cheung, Leehom Wang, Jay Chou, Nicholas Tse és David Tao
  - Legjobb album: Leehom Wang (Unbelievable), Jay Chou (Je Huj-mej), Pu Shu (Life Like Summer Flowers)
  - Kiváló tajvani előadó
  - Legnépszerűbb 20 dal (Fine Day)
- Metro Radio Mandarin Awards 2004
  - Legjobb mandarin dal (You Can Hear It)
  - Legjobb ázsiai mandarin album (Je Huj-mej)
  - Legjobb mandarin előadó
  - Legjobb mandarin énekes-dalszerző
  - A mandarin nyelvű dalok királya
- 4th Chinese Media Awards
  - Legjobb dal
  - Legjobb sztár
  - Legjobb zeneszerző
  - 10 legjobb kínai album (Je Huj-mej, 3. hely)
  - 10 legjobb kínai dal (East Wind Breaks, 1. hely)
- 2003 Music IN China Top Chart
  - Az év dala Tajvanon és Hongkongban (East Wind Breaks)
  - Az év producere Tajvanon és Hongkongban (Prague Square)
- Arany Melódia-díj
  - Legjobb popzenei album (Je Huj-mej)
  - Legjobb videóklip (Third Year Class Two)
- 1st Hit Excellent Songs Awards
  - Legjobb férfi előadó
- 7th CCTV Music TV contest
  - Legnépszerűbb férfi előadó Hongkongban és Tajvanon
  - Legjobb férfi előadó
  - Legjobb videóklip (East Wind Breaks)
- 10th Top Ten TV Commercial Awards Ceremony
  - Legjobb 10 reklámfilm (One2Free)
  - Legnépszerűbb reklámarc
- IFPI Hong Kong
  - Legtöbbet eladott 10 mandarin nyelvű album (Je Huj-mej, Hidden Track EP)
  - Legtöbbet eladott mandarin nyelvű album (Je Huj-mej)
- 11th China Pop Chart Awards
  - Legnépszerűbb dal Tajvanon és Hongkongban (East Wind Breaks)
  - Az év legnépszerűbb férfi előadója Hongkongban és Tajvanon
- 4th Pepsi Music Charts Awards
  - 10 legnépszerűbb dal Hongkongban és Tajvanon: Fine Day, Third Class Second Year, East Wind Breaks
  - Az év embere
  - Legjobb album Hongkongban, Tajvanon és a tengerentúli kínai közösségekben (Je Huj-mej)
  - Legjobb zeneszerző Hongkongban, Tajvanon és a tengerentúli kínai közösségekben
  - Legjobb dalszövegíró Hongkongban, Tajvanon és a tengerentúli kínai közösségekben (East Wind Breaks, Vincent Fang)
  - Legjobb zenei rendezés Hongkongban, Tajvanon és a tengerentúli kínai közösségekben (In the Name of the Father, Hun Csing-jau (Hon Ching Yau))
  - Legjobb videóklip (In the Name of the Father)

### 2005
- 2005 Sprite Music Awards
  - Aranydal Tajvanon és Hongkongban (Nocturnes)
- Hit Fm 100 kislemez szavazás
  - 1. Nocturnes
  - 7. Jay Chou & Lara Coral Sea
- Top Ten Chinese Gold Songs Awards
  - 10 legkiválóbb popzenésznek járó díj egyike
  - Az ország 5 legnépszerűbb előadójának járó díj egyike
- Metro Hit Awards
  - Hit Asia Male Award
  - Legjobb dalszerző-énekes
  - Legnagyobb ázsiai előadó rajongók szavazata alapján
  - Legeredetibb album
  - Legjobb mandarin dal (Noctrunes)
- 42. Golden Horse Awards
  - Legjobb új színész
- Singapore 933 Gold Song Awards 2005
  - Legnépszerűbb férfi előadó
  - Ázsia legtöbbre értékelt férfi előadója
- 5th Global Chinese Music Chart
  - Tajvan legkiválóbb művésze
  - Top 5 legnépszerűbb férfi előadó
- Top 25 legnépszerűbb dal (Common Jasmin Orange)
- Metro Radio Mandarin Power Awards 2005
  - Legjobb album (Csi li hsziang)
- 2004 Music Radio China Top Chart Award
  - Legjobb dalszöveg Tajvanon és Hongkongban (Vincent Fang a Common Jasmin Orange c. dalért)
  - Legjobb producer Tajvanon és Hongkongban
  - Legjobb 10 dal Tajvanon és Hongkongban (Common Jasmin Orange)
  - Legnépszerűbb férfi előadó
- 11th Top Ten TV Commercials Awards Ceremony
  - Legnépszerűbb reklámarc
  - Fiatalok által leginkább kedvelt reklámfilm
- Chinese Musicians Interchange Association 2005 Top 10 album és kislemez
  - Top 10 dal (General/Checkmate)
  - Top 10 album (Csi li hsziang)
- IFPI Hong Kong
  - Legtöbbet eladott mandarin album (Csi li hsziang)
  - Top 10 legtöbbet eladott mandarin album (Csi li hsziang)
- 5th Pepsi Music Chart Awards
  - Az év legjobb albuma Hongkongban és Tajvanon (Csi li hsziang)
  - Legjobb férfi előadó Hongkongban és Tajvanon
  - Legnépszerűbb férfi előadó Tajvanon
  - Top 10 legjobb dal Hongkongban és Tajvanon (Common Jasmine Orange)
  - Legjobb kantoni zeneszerző (Waste Of Space)
- MTV Asia Aid
  - Tajvan legnépszerűbb előadója
- 12th Chinese Song Billboard Awards
  - Legnépszerűbb férfi előadó Hongkongban és Tajvanon
  - Legnépszerűbb dal Hongkongban és Tajvanon (Common Jasmine Orange)
- Malajzia kormánya
  - Fiatalok Példaképe-díj
- 27th Top Ten Chinese Gold Songs Awards
  - Top 10 legjobb dal (Common Jasmin Orange)
  - Kiemelkedő mandarin dal (Common Jasmin Orange)
  - Kiemelkedő mandarin előadó
  - Legnépszerűbb előadó, 2. hely
  - Legtöbbet eladott férfi előadó
- 2005 HITO Pop Music Awards
  - Az év férfi előadója
  - Az év 10 legjobb dala (Common Jasmin Orange)
  - Az év dalszerző-énekese
  - A közönség kedvenc dala (Common Jasmin Orange)
  - A lemezlovasok kedvenc albuma (Csi li hsziang)
- Channel V 11th World Chinese Music Chart of Charts
  - A Hongkong- és Tajvan-régió összes elvihető díját megnyerte
  - Ezeken felül elnyert díjai:
    - Legnépszerűbb férfi előadó
    - Legjobb férfi előadó
    - Legjobb zeneszerző
    - Legjobb dal (Common Jasmine Orange)

### 2006
- 2006 Net China Sina Awards
  - Az év albuma (Still Fantasy)
- Music Industry IN Music Awards
  - Tajvan legnépszerűbb férfi előadója
  - Az év 10 legjobb dala (Beyond A Thousand Miles)
- 2006 Star Awards
  - Hongkong és Tajvan legnépszerűbb férfi előadója
  - Az interneten szavazók által Legkiválóbbnak nevezett művész
  - Legnépszerűbb album
- IFPI 2006
  - 2006 legjobb kínai előadója
- World Music Awards 2006
  - Legtöbbet eladott lemez Kínában
- 6th Global Chinese Music Awards
  - Legjobb zenei rendezés (Nocturnes, Lin Maj-kö (Lin Mai Ke))
  - 20 legjobb dal (Nocturnes)
  - Legnépszerűbb duett (Coral Sea; Jay Chou és Lara)
  - 5 legnépszerűbb férfi előadó
- 8th CCTV-MTV Music Awards
  - Ázsia legkiemelkedőbb előadója
- Metro Radio Mandarin Power Awards 2006
  - Legjobb ázsiai album (November's Chopin)
- MTV VMA Japan 2006
  - Best BuzzASIA From Taiwan (Hair Like Snow)
- 2005 Chinese Musician Exchange Association
  - A 10 leginkább ajánlott album (November's Chopin)
- 2005 Beijing Pop Music Awards Ceremony
  - Legnépszerűbb férfi előadó
- 2005 Music Radio China Top Chart Awards
  - Legtöbb lemezt eladott férfi előadó
  - Az év 15 legjobb dala Tajvanon és Hongkongban (Nocturnes)
- 25. Hong Kong Film Awards
  - Legjobb új színész
- 6th Pepsi Music Chart Awards
  - Legnépszerűbb férfi előadó Hongkongban és Tajvanon
  - Legjobb dalszöveg Hongkongban és Tajvanon (Hair Like Snow, Vincent Fang)
  - Három régió legjobb férfi előadója
  - Három régió legjobb albuma (November's Chopin)
- IFPI-díj
  - 10 legtöbbet eladott mandarin album (November's Chopin, 2004 Incomparable)
  - Legtöbbet eladott mandarin album (2004 Incomparable)
  - 9+2 Music Pioneer Chart 2005 Awards Ceremony
  - Hongkong és Tajvan 10 legjobb dala (Nocturnes)
- 1st Chinese Audience Loved Songs TVBS Chinese Gold Chart
  - Nagy Média-díj
  - Legjobb férfi előadó
  - Legjobb album (November's Chopin)
  - Az év 10 legjobb albuma (November's Chopin)
  - Legjobb videóklip (Hair Like Snow)
  - Közönségdíj
- 2005 KKBOX Online Music Chart
  - Az év 10 legjobb kislemeze (Nocturnes)
  - Az év 10 legjobb dala (Coral Sea, Hair Like Snow)
  - Az év 10 legjobb albuma (November's Chopin)
  - Az év népszerű férfi előadója
  - Az év 10 legjobb előadója
- 2006 HITO Pop Music Awards
  - A legnépszerűbb férfi előadó
  - Ázsia Média-díj
  - Az év kínai dala
  - Az év producere
  - Az év kedvenc dala
  - Az év dalszerző-énekese
  - Az év dalszövegírója (Nocturnes, Vincent Fang)
- Channel V 12th World Chinese Music Chart of Charts
  - Az év legjobb dalszerző-énekese
  - Legnépszerűbb férfi előadó Hongkongban és Tajvanon
  - Legjobb férfi előadó Hongkongban és Tajvanon
  - Legnépszerűbb videóklip Hongkongban és Tajvanon
  - Az év legjobb dala (Nocturnes)

### 2007
- 30th RTHK Top Ten Chinese Gold Songs Awards
  - Top 10 Kiemelkedő Popénekes
  - Kiemelkedő mandarin nyelvű dal (Secret)
- QQ.com 2007 Star Awards
  - Top 10 Legjobb dal
  - Az év legnépszerűbb színésze Tajvanon és Hongkongban
- 44. Golden Horse Awards
  - Az év legkiemelkedőbb tajvani filmje (Secret; rendező, főszereplő, társ-forgatókönyvíró)
  - Legjobb eredeti betétdal (Secret)
  - Legjobb vizuális effektek (Secret; Wong Wang Tat, Wong Wang Hin, Cheung Yiu Ming, Donnie Lai)
- 2007 Pekingi Egyetem Zenei Fesztivál
  - Kedvenc férfi előadó
  - Kedvenc popalbum (Still Fantasy)
- World Music Awards 2007
  - Legtöbb lemezt eladott kínai előadó
- Singapore Hit Awards 2007
  - Az év 10 legjobb dala (Chrysanthemum Flower Bed)
  - Legjobb produceri munka (Still Fantasy)
  - Legnépszerűbb férfi előadó
- 7th Chinese Media Awards
  - Legjobb zenei rendezés (Csung Hszing-min (Zhong Xing Min) és Michael Lin a Twilight's Chapter Seven című dalért)
  - Legjobb tervezés díj
  - Az év mandarin nyelvű dala (Beyond A Thousand Miles)
- 16th Shanghai Film Awards
  - 2006 legjobb színésze
- 18. Arany Melódia-díj
  - Legjobb producer kislemeznél (Huo Yuan Jia/Fearless; a Félelem nélkül c. film betétdala)
- The Association of Music Workers in Taiwan 2006
  - Az év 10 legjobb albuma (Still Fantasy)
  - Az év 10 legjobb kislemeze (Chrysanthemum Flower Bed)
- 26. Hong Kong Film Awards
  - Legjobb eredeti betétdal (Chrysanthemum Flower Bed; az Aranyvirág átka c. film betétdala)
- 7th Pepsi Music Chart Awards
  - Legjobb videóklip (Chrysanthemum Flower Bed)
  - Legjobb dalszöveg (Huang Csün-lang (Huang Jun Lang) a Twilight's Chapter Seven c. dalért)
  - Legnépszerűbb férfi előadó Tajvanon és Hongkongban
  - Az év dala (Beyond A Thousand Miles)
  - Legjobb énekes-dalszerző
  - Legjobb férfi előadó
  - Az év legjobb albuma (Still Fantasy)
- IFPI Hong Kong
  - A 10 legtöbbet eladott album (Still Fantasy, Huo Yuan Jia EP)
  - A legtöbbet eladott mandarin nyelvű album (Still Fantasy)
- 2007 HITO Pop Music Awards
  - Ázsia Média-díj
  - Az év 10 legjobb dala (Beyond A Thousand Miles)
  - Az év dalszerző-énekese
- 2006 KKBOX Online Music Chart
  - Az év 10 legjobb kislemeze (Beyond A Thousand Miles, Step Back, White Windmill)
  - Az év 10 legjobb albuma (Still Fantasy)
  - Az év legnépszerűbb férfi előadója
  - Toplistavezető dal (Beyond A Thousand Miles)
- Channel V 13th World Chinese Music Chart of Charts
  - Legjobb dal Hongkongban és Tajvanon (Beyond A Thousand Miles)
- 29th RTHK Top Ten Chinese Songs Awards
  - Top 10 Kiemelkedő Férfi Előadó
  - Legnépszerűbb kínai dal (Beyond A Thousand Miles)
- 2006 Sprite Music Awards
  - Legjobb dal Tajvanon és Hongkongban (Beyond A Thousand Miles)

### 2008
- 5th Music King Awards
  - Legtöbbet eladott album (On the Run)
- "Music - Love" 2008 M. Music Awards
  - Legtöbbet eladott filmbetétdal
  - Legjobb énekes-dalszerző
  - Az Olimpia Kiemelkedő Előadója
  - Legtöbb lemezt eladott férfi előadó
- 2008 World Music Awards
  - Legtöbb lemezt eladott kínai előadó
- 2008 Chinese Style Awards
  - Kiváló stílusú ázsiai előadó
  - Legjobb dal (Time Machine)
- 19. Arany Melódia-díjkiosztó
  - Legjobb dal az Előadói kategóriában (Chinese Flower Pot)
  - Legjobb zeneszerző az Előadói kategóriában (Chinese Flower Pot)
  - Legjobb dalszövegíró az Előadói kategóriában (Chinese Flower Pot, Vincent Fang)
  - Legjobb albumproducer a Kísérői kategóriában (Secret)
  - Legjobb zeneszerző a Kísérői kategóriában (Jay Chou és Terdsak Janpan a Secret című film Piano Room című zeneszámáért)
- 6th Music Radio China Chart Awards
  - Legjobb album Hongkongban és Tajvanon
  - Az év legjobb énekes-dalszerzője
  - Az év legtöbb lemezt eladott férfi előadója
- 2007 Star Fashion Power Chart
  - Star Fashion Power Chart Top 10 - No.2 Jay Chou
  - Star Fashion Chart Top 10 - No.2 Jay Chou
  - Star Influence Chart Top 10 - No.2 Jay Chou
  - Star Style Chart Top 10 - No.3 Jay Chou
- IFPI Hong Kong
  - Top 10 legtöbbet eladott album (Curse Of The Golden Flower, On the Run)
- 2008 HITO Pop Music Awards
  - Ázsia Média-díj
  - Az év dalszerző-énekese
  - Az év 10 legjobb kínai dala (Secret)
- 1st China Films Iron Elephant Awards
  - Legjobb új rendező (Secret c. filmért)
- 2007 HitFM Awards
  - Top 10 album (On the Run)
- 2nd China Mobile Wireless Music Awards
  - Az év legtöbb lemezt eladott férfi előadója
  - Az év legsikeresebb dala (Rosemary)
  - Wireless Music Debut Hit Song (Secret)
- 2007 Baidu Entertainment Awards
  - Legjobb férfi előadó
  - Legtöbbet keresett előadó
  - Legjobb 10 dal (Rainbow, Secret, Chrysanthemum Flower Bed, Chinese Flower Pot)

### 2009
- 20. Arany Melódia-díjkiosztó
  - Legjobb férfi előadó
  - Legjobb videóklip (Mr Magic)
  - Az év legjobb dala (Fragrance of Rice)
- 2009 HITO Pop Music Awards
  - Legjobb énekes-dalszerző (Mo csie co albumért)
  - Legjobb férfi előadó (Mo csie co albumért)
  - Az év 10 legjobb kínai dala (Fragrance of Rice)
- The Association of Music Workers in Taiwan 2008
  - Az év 10 legjobb albuma (Mo csie co)
  - Az év 10 legjobb kislemeze (Mr Magic)
- The 8th Sprite Music Awards
  - Hongkong és Tajvan legjobb dala (Fragrance Of Rice)
  - Legkiemelkedőbb zeneszerző Ázsiában
  - Legnépszerűbb előadó Ázsiában
  - Legillusztrisabb előadó az egész országban
  - Legjobb videóklip-rendező Ázsiában
  - Legkiemelkedőbb album (Mo csie co)
- 2008 Didadee Awards
  - Az év legjobb albuma (Mo csie co)
  - 10 legjobb dal (Hero Chou)
- Singapore e-Awards 2009
  - Az év legjobb albuma (Mo csie co)
  - Legjobb férfi előadó
- 2008 KKBOX Digital Music Chart
  - Az év listavezető albuma (Mo csie co)
  - Az év listavezető kislemeze (Where's The Promised Happiness?)
- 2008 Beijing Chinese Music Awards
  - Művészeti díj Hongkong és Tajvan kategóriában
  - Az év legnépszerűbb férfi előadója Hongkongban és Tajvanon
  - Az év legjobb énekes-dalszerzője Hongkongban és Tajvanon
  - Az év producere Hongkongban és Tajvanon
  - Az év legjobb dalai (Fragrance Of Rice)

### 2010
- 2009 China National Music Award
  - Legjobb dal Hongkongban és Tajvanon (Where's The Promised Happiness?)
  - Legkiemelkedőbb tajvani duett
  - Legkiemelkedőbb énekes-dalszerző Ázsiában
  - Legjobb videóklip-rendező Ázsiában
  - A nemzet legjobb művésze
  - Ázsia legnépszerűbb előadója
  - A nemzet legjobb dala
- 2010 Singapore Hit Awards
  - Az év albuma (Kua si taj)[10]
- 2010 Beijing Pop Music Awards[11][12]
  - Gold Song Award (Fireworks Cool Easily)
  - Legnépszerűbb férfi előadó
  - Az év albuma (Kua si taj)

### 2011
- 1. Global Chinese Golden Chart Awards[13]
  - Legjobb mandarin nyelvű album (Kua si taj)
  - Legkiemelkedőbb előadó
  - Legnépszerűbb férfi előadó
  - KAZN Choice Award
  - Faichild Choice Award
  - Legjobb 20 dal
- 22. Golden Melody Awards[14][15]
  - Legjobb férfi előadó
  - Legjobb mandarin nyelvű album (Kua si taj)
  - Legjobb zenei rendezés (Mien fej csiao hszüe lu jong taj)
- 16th Singapore Hit Awards
  - Az év albuma (Kua si taj)
  - Ázsiai médiadíj férfi előadó kategóriában
- 2010 Beijing Pop Music Awards
  - Arany Dal-díj (Fireworks Cool Easily)
- Singapore e-Awards 2011
  - Az év turnéja (The Era World Tour)
  - legjobb férfi előadó
- 15th Annual Global Mandarin Chart Music Award
  - Speciális különdíj
- Music Radio China Chart Awards
  - Legjobb férfi előadó Hongkongban és Tajvanon
- China Mobile Wireless Music Awards
  - Legtöbbet eladott dal (Fireworks Cool Easily)
  - Legnépszerűbb letöltött férfi előadó
  - Legtöbbet keresett férfi előadó
  - Legtöbbet eladott férfi előadó Hongkongban és Tajvanon
- 2011 MTV Style Gala
  - Legstílusosabb kínai férfi előadó